# Youth Brigade
Youth Brigade est un groupe de punk rock américain, originaire d'Hollywood, à Los Angeles, en Californie. Il est formé par les frères Mark Stern, Adam Stern et Shawn Stern en 1980. Le groupe se sépare et se reforme de nombreuses fois. Ils seront ensemble encore pour quelques années comme 2006, jouant des spectacles à travers la Californie. Youth Brigade a seulement réalisé peu d'albums, mais ils ont été influencés pour être les fondateurs de Better Youth Organization, un label de musique indépendant et une société de réservation de billets de concert.
Le premier et le plus influent album de Youth Brigade est Sound and Fury (1983).

## Biographie

### Formation (1979–1981)
La famille Stern, qui comprend les frères ainés Shawn (guitare, chant) et Mark (batterie) et le frère cadet Adam (par la suite basse), déménagent de Toronto, au Canada, à Los Angeles en 1970 leur père travaillant dans l'industrie du film. Adolescents, Shawn et Mark étaient surfers, et séchaient les cours pour fumer de la marijuana et participer à des concerts de rock. À 16 et 17 ans, ils jouent dans leur premier groupe, appelé Mess, qui reprend des chansons de Led Zeppelin et Jimi Hendrix. Un an plus tard, en 1978, ils découvrent le punk rock, et forment un groupe de quirky prog et new wave appelé The Extremes, publiant un EP quatre titres dans lequel Shawn chantera avec un faux accent anglais.
À la fin 1979, après une tournée avec le groupe d'oi! britannique Sham 69, les deux frères ainés Stern emménagent dans une maison à Hollywood, en Californie, près du Hollywood High School, qu'ils baptisent Skinhead Manor. La maison punk accueillera des participants venus de Huntington Beach et Oxnard. Un petit studio d'enregistrement y est même installé, que des groupes comme Circle Jerks utiliseront comme espace de répétition.
Un club appelé Godzilla's, un ancien lieu de bowling basé à Sun Valley, Los Angeles, devient le nouveau lieu d'activité des frères Stern. C'est dans ce lieu qu'est fondé Better Youth Organization (BYO) en 1982 dans le but de promouvoir les concerts punk rock et la production musicale. Shawn et Mark Stern formeront aussi leur propre label, Better Youth Organization (BYO Records). La première année d'existence de la Youth Brigade s'effectue comme trio pendant le réveillon du nouvel an en 1981 au Godzilla's.

### Sound and Fury(1982–1991)
À l'été 1982, après l'enregistrement de trois titres pour Someone Got Their Head Kicked In publié par BYO, Youth Brigade embarque dans une longue tournée nord-américaine de 30 dates à bord d'un bus scolaire jaune avec Social Distortion. Le film Another State of Mind, retrace l'événement. Plus tard, le groupe revient chez lui pour enregistrer l'album Sound and Fury aux côtés du producteur Thom Wilson (D.O.A., T.S.O.L., puis The Offspring et Bouncing Souls). Une première version est publiée mais arrêtée à 800 copies, le groupe n'étant pas satisfait de la qualité de la production. En 1983, le groupe revient chez lui et décide d'enregistrer un deuxième album, Sound and Fury, gardant seulement quatre chansons de la version originale. Ils jouent ensuite 50 dates en été.
Après avoir signé un contrat de distribution pour Sound and Fury en Angleterre, le groupe prévoit de tourner en Europe à la fin 1984. Ils publient un EP trois titres, What Price?, au printemps 1984. Après la tournée, leur frère et bassiste Adam décide de revenir à l'école d'art et de terminer ses études. Le groupe enregistre son dernier concert en juin 1985 au Fenders Ballroom de Long Beach, en Californie. Les frères Shawn et Mark continuent sous le nom de The Brigade pendant deux ans après le départ d'Adam.

### Retour (depuis 1991)
En 1991, à Hambourg, Mark et Adam souhaitent reformer Youth Brigade pour une tournée, ce que Shawn accepte. Ils reviennent chez eux en janvier 1992 et commencent à travailler sur de nouvelles chansons, en plus de jouer au Whisky A Go-Go à Hollywood, en Californie, en fin avril.
Ils enregistrent un EP aux Westbeach Studios, Come Again.
Dix ans après leur premier album, le groupe enregistre Happy Hour aux Westbeach Studios, qu'il publie en mars 1994. Peu après, ils recrutent le guitariste Jonny « 2 Bags » Wickersham et enregistrent To Sell the Truth en avril 1996. Il est produit par Steve Kravac (Less Than Jake, MXPX) et mixé par leur am ide longue date Thom Wilson (Offspring, Bouncing Souls). En 1998, le groupe revient en studio pour une chanson de la compilation, Short Music for Short People.
En octobre 2013, Brian Hanover (Hanover Saints, Union Hearts) remplace Mike Carter à la guitare.

## Discographie

### Albums studio
- 1982 : Sound and Fury
- 1983 : Sound and Fury (revised version)[6]
- 1986 : The Dividing Line (sous The Brigade)
- 1994 : Happy Hour
- 1996 : To Sell the Truth

### EP et singles
- 1984 : What Price Happiness?
- 1986 : Come Together (sous The Brigade)
- 1992 : Come Again
- 1994 : All Style No Substance

### Splits
- 1995 : Youth Brigade/Screw 32
- 1999 : BYO Split Series Volume II

### Compilations
- 1994 : Sink With Kalifornija
- 1998 : Out of Print
- 2002 : A Best of Youth Brigade

### Apparitions
- 1982 : Someone Got Their Head Kicked In!
- 1984 : Something To Believe In
- 1994 : Someone's Gonna Get Their Head To Believe In Something
- 1996 : Silencio=Muerte: Red Hot + Latin
- 1996 : How to Start a Fight
- 1996 : The World Still Won't Listen - A Tribute to the Smiths
- 1997 : Sample This!
- 2002 : Dropping Food on Their Heads Is Not Enough: Benefit for RAWA
- 2002 : Sample this, Too
- 2005 : Voices in the Wilderness: A Benefit Compilation
- 2009 : Let them Know: The Story of Youth Brigade and BYO Records